# Färentuna och Sollentuna häraders valkrets
Färentuna och Sollentuna häraders valkrets var i riksdagsvalet till andra kammaren 1908 en egen valkrets med ett mandat. Vid införandet av proportionellt valsystem i valet 1911 avskaffades valkretsen och uppgick i Stockholms läns södra valkrets.

## Riksdagsman
- Johan Åberg (1909-1911), s

## Valresultat

### 1908
| Andrakammarvalet i Sverige 1908: Färentuna och Sollentuna häraders valkrets | Andrakammarvalet i Sverige 1908: Färentuna och Sollentuna häraders valkrets | Andrakammarvalet i Sverige 1908: Färentuna och Sollentuna häraders valkrets | Andrakammarvalet i Sverige 1908: Färentuna och Sollentuna häraders valkrets | Andrakammarvalet i Sverige 1908: Färentuna och Sollentuna häraders valkrets |
| Kandidat                                                                    | Kandidat                                                                    | Röster                                                                      | Röster                                                                      | Röster                                                                      |
| Kandidat                                                                    | Kandidat                                                                    | Antal                                                                       | %                                                                           | +− %                                                                        |
| --------------------------------------------------------------------------- | --------------------------------------------------------------------------- | --------------------------------------------------------------------------- | --------------------------------------------------------------------------- | --------------------------------------------------------------------------- |
|                                                                             | Johan Åberg                                                                 | 1 000                                                                       | 67,3                                                                        |                                                                             |
|                                                                             | Pehr Bergstedt (höger)                                                      | 485                                                                         | 32,7                                                                        |                                                                             |
| Antal giltiga röster                                                        | Antal giltiga röster                                                        | 1485                                                                        |                                                                             |                                                                             |
| Kasserade röster                                                            | Kasserade röster                                                            | 4                                                                           |                                                                             |                                                                             |
| Totalt                                                                      | Totalt                                                                      | 1489                                                                        |                                                                             |                                                                             |

Valet hölls den 6 september 1908. Valkretsen hade 25 102 invånare den 31 december 1907, varav 2 247 eller 9,0 % var valberättigade. 1 489 personer deltog i valet, ett valdeltagande på 66,3 %.